# Lesão axonal difusa
A lesão axonal difusa (LAD) é uma lesão cerebral na qual ocorrem lesões dispersas em uma área ampla nos tratos da substância branca e da substância cinzenta. A LAD é um dos tipos mais comuns e devastadores de lesão cerebral traumática e é uma das principais causas de inconsciência e estado vegetativo persistente após o traumatismo craniano grave. Ocorre em cerca de metade dos casos de traumatismo cranioencefálico grave e pode ser o dano primário que ocorre na concussão. O resultado é frequentemente coma, com mais de 90% dos pacientes com LAD grave nunca recuperando a consciência. Aqueles que acordam do coma muitas vezes permanecem significativamente debilitados.
A lesão axonal difusa pode ocorrer em todo o espectro de gravidade da lesão cerebral traumática (LCT), cuja severidade da lesão aumenta de leve a grave. A concussão pode ser um tipo mais brando de LAD.

## Mecanismo
A LAD é o resultado de forças traumáticas de cisalhamento que ocorrem quando a cabeça é acelerada ou desacelerada rapidamente, como em acidentes de carro, quedas e agressões. Os acidentes com veículos são a causa mais frequente da LAD, que pode ocorrer também como resultado de abuso infantil como na síndrome do bebê sacudido.
A desconexão imediata dos axônios pode ser observada em lesões cerebrais graves, mas os principais danos da LAD são as desconexões axônicas secundárias, que desenvolvem-se lentamente ao longo de um período prolongado. Traços de axônios, que aparecem brancos devido à mielinização, são referidos como substância branca. Lesões em ambas as substâncias cinzenta e branca são encontradas em cérebros post mortem nos exames de tomografia computadorizada (TC) e de ressonância magnética (RM).
Além da quebra mecânica do citoesqueleto axonal, a patologia da LAD também inclui alterações fisiológicas secundárias, como transporte axonal interrompido, inchaço progressivo e degeneração. Estudos recentes associam essas alterações à torção e degeneração de microtúbulos axônicos quebrados, bem como ao depósito de proteína Tau e proteína precursora do amilóide (de sigla em inglês APP).

## Características
As lesões normalmente são encontradas na substância branca dos cérebros lesionados pela LAD, variando em tamanho em cerca de 1 a 15 mm e sendo distribuídas em um padrão característico. A LAD afeta mais comumente a substância branca em áreas que incluem o tronco cerebral, o corpo caloso e os hemisférios cerebrais .
Os lobos cerebrais com maior probabilidade de serem lesionados são os lobos frontal e temporal. Outros locais comuns para a LAD são a substância branca no córtex cerebral, os pedúnculos cerebrais superiores, os gânglios da base, o tálamo e os núcleos hemisféricos profundos. Essas áreas podem ser danificadas com mais facilidade devido à diferença de densidade entre elas e as outras regiões do cérebro.

### Características histológicas
A LAD é caracterizada por separação axonal, na qual o axônio é rompido no local do estiramento e a parte distal à ruptura se degrada. Embora se pensasse que a principal causa da separação axonal fosse a ruptura devido a forças mecânicas durante o evento traumático, agora se entende que os axônios não são tipicamente rompidos com o impacto. Ao invés disso, cascatas bioquímicas secundárias à lesão primária, que ocorrem como resultado de forças mecânicas no momento do trauma e se processam horas a dias após a lesão inicial, são amplamente responsáveis pelos danos aos axônios.
Embora os processos envolvidos na lesão cerebral secundária sejam ainda pouco elucidados, hoje se aceita que o estiramento dos axônios durante a lesão cause ruptura física e degradação proteolítica do citoesqueleto e abertura os canais de sódio no axolema, o que faz com que os canais de cálcio dependentes de voltagem se abram e o Ca2+ flua para dentro da célula. Então, a presença intracelular de Ca2+ desencadeia várias reações diferentes, incluindo a ativação de fosfolipases e enzimas proteolíticas, danificando as mitocôndrias e o citoesqueleto e ativando mensageiros secundários, o que pode levar à separação do axônio e à morte da célula.

### Ruptura do citoesqueleto

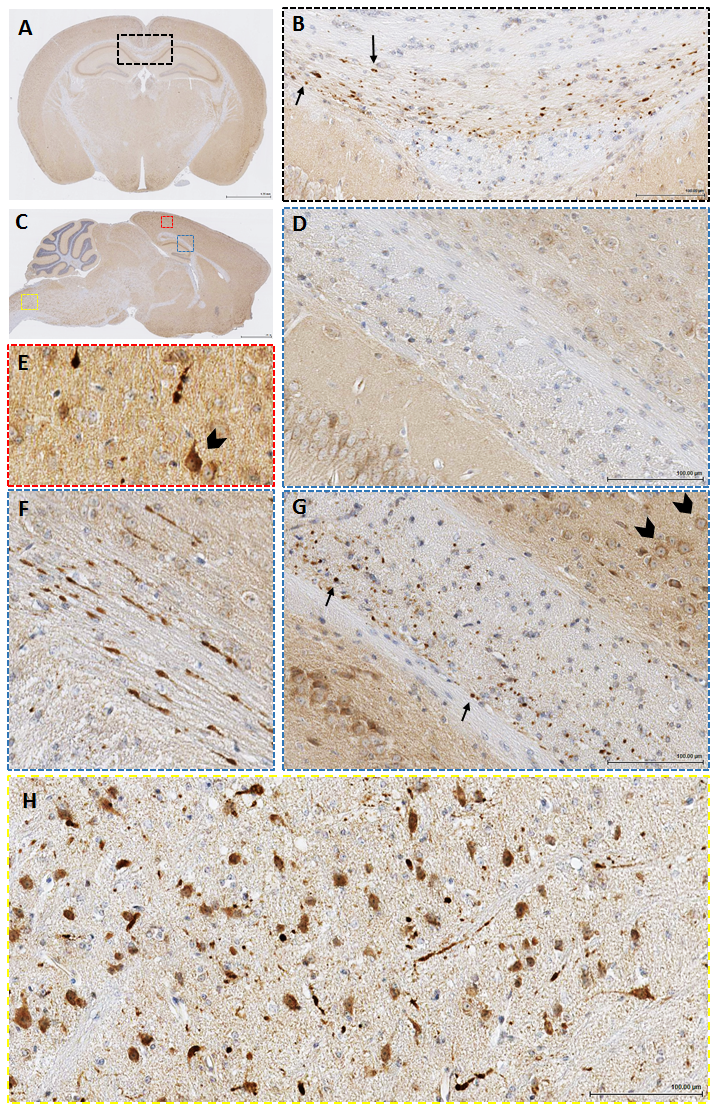
Os perfis axonais imunorreativos são observados como inchaços granulares (B, G, H) ou mais alongados e fusiformes (F) no corpo caloso e no tronco cerebral (H) 24 horas após a lesão cerebral traumática. Exemplo de neurônios imunorreativos PPA (cabeças de seta) observados no córtex abaixo do local de impacto (E, G). Nenhuma coloração de PPA foi observada em animais controles saudáveis (D).

Os axônios são normalmente elásticos, mas quando esticados rapidamente tornam-se quebradiços e o citoesqueleto axonal pode ser rompido, podendo o desalinhamento dos elementos do citoesqueleto após a lesão por estiramento levar à ruptura do axônio e à morte do neurônio. O transporte axonal continua apenas até o local de ruptura do citoesqueleto, levando a um acúmulo de produtos de transporte e inchaço nesse ponto. Quando tal inchaço torna-se grande o suficiente, pode ocorrer ruptura do axônio, fazendo com que ele se retraia em direção ao corpo celular e forme um bulbo. Este é denominado "bola de retração", a marca histológica da LAD.
Quando o axônio é rompido, a Degeneração Walleriana, na qual a parte do axônio distal à ruptura se degrada, ocorre dentro de um a dois dias após a lesão. Há desintegração do axolema, a mielina se decompõe e começa a se desprender da célula em uma direção anterógrada (do corpo da célula em direção ao final do axônio) e as células próximas iniciam a atividade fagocitária, englobando os detritos celulares .

### Influxo de cálcio
Embora às vezes apenas o citoesqueleto esteja comprometido, frequentemente também ocorre a ruptura do axolema, causando o influxo de cálcio|Ca2+ para dentro da célula e desencadeando uma variedade de processos de degradação. O aumento nos níveis de Ca2+ e Na+ e a queda nos níveis de potássio|K+ são encontrados no axônio imediatamente após a lesão. Possíveis vias de entrada de Ca2+ incluem canais de sódio, poros formados na membrana durante o estiramento e falha de transportadores dependentes de ATP devido ao bloqueio mecânico ou à falta de energia metabólica disponível. Níveis elevados de Ca2+ intracelular, a principal causa de dano celular após a lesão, destroem as mitocôndrias e causam a liberação de fosfolipases e enzimas proteolíticas, que danificam os canais de Na+ e degradam ou alteram o citoesqueleto e o axoplasma . O excesso de Ca 2+ também pode levar a danos à barreira hematoencefálica e ao inchaço do cérebro.
Uma das proteínas ativadas pela presença de cálcio na célula é acalpaína, uma protease não lisossômica dependente de Ca2+. Cerca de 15 minutos a meia hora após o início da lesão, um processo chamado proteólise da espectrina mediada pela calpaína (de tradução livre), ou CMSP (sigla em inglês), se inicia. A calpaína quebra uma molécula chamada espectrina, que mantém a membrana no citoesqueleto, causando a formação de bolhas, a quebra do citoesqueleto e da membrana e, por fim, a morte da célula. Outras moléculas que podem ser degradadas pelas calpaínas são as subunidades de microtúbulos, as proteínas associadas a microtúbulos e os neurofilamentos .
A presença de cálcio na célula ocorre geralmente de uma a seis horas no processo de lesão pós-estiramento e  inicia a cascata da caspase, processo de injúria celular que normalmente leva à apoptose, ou "morte celular programada".
Mitocôndrias, dendritos e partes do citoesqueleto danificadas na lesão têm uma capacidade limitada de cura e regeneração, processos que ocorrem ao longo de duas ou mais semanas. Após a lesão, os astrócitos podem encolher, o que provoca atrofia de partes do cérebro.

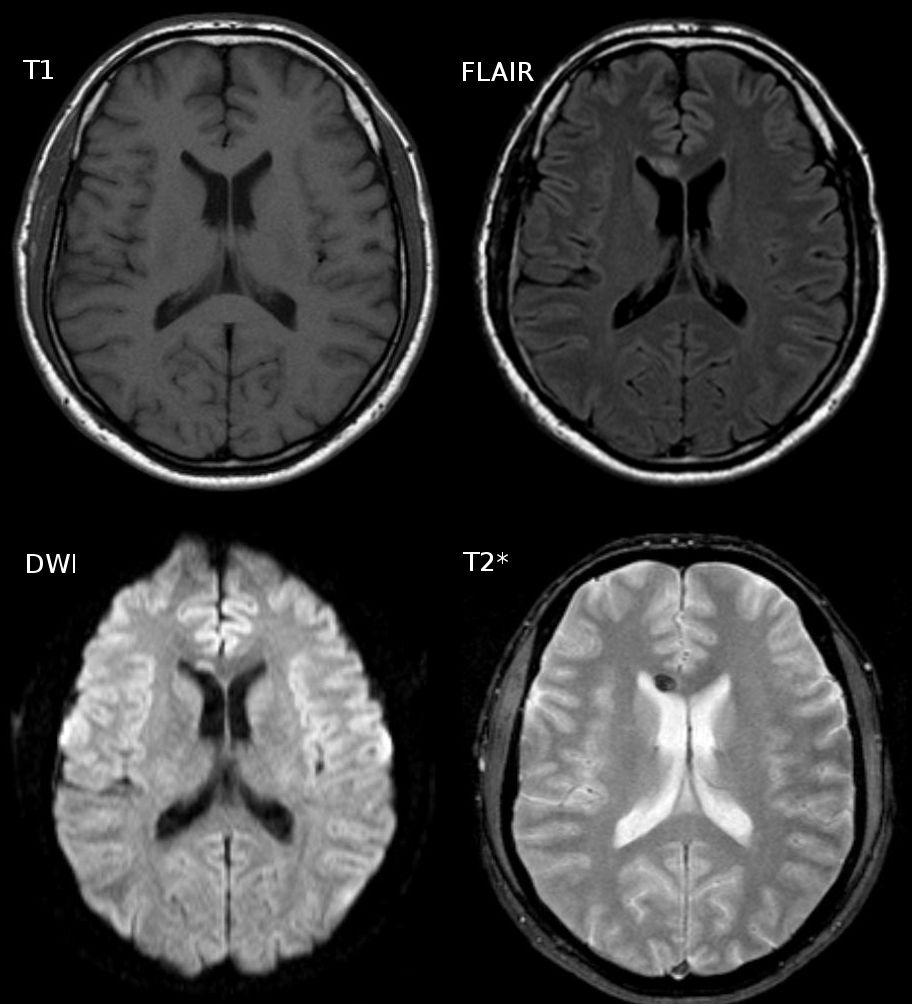
Lesão axonal difusa após acidente motociclístico. RM após 3 dias: nas imagens ponderadas em T1 a lesão é pouco visível. Nas imagens FLAIR, DWI e ponderadas em T2*, um pequeno sangramento é identificado.

A lesão axonal difusa é difícil de ser detectada, já que não aparece bem em tomografias computadorizadas ou outras técnicas de imagem macroscópicas, embora apareça microscopicamente. No entanto, existem características típicas da LAD que podem ou não aparecer em TCs. A lesão difusa tem mais lesões microscópicas do que lesões macroscópicas e é difícil de detectar com TC e Ressonância Magnética, mas pode haver suspeita quando pequenos sangramentos são visíveis no corpo caloso ou no córtex cerebral. A RM é mais útil do que a TC para detectar características de LAD nos períodos subagudo e crônico. Estudos mais recentes, como em imagens do Tensor de Difusão, são capazes de demonstrar o grau de lesão do trato de fibras da substância branca, mesmo quando a ressonância magnética padrão é negativa. Como o dano axonal na LAD é em grande parte resultado de cascatas bioquímicas secundárias, ele tem um início tardio, podendo uma pessoa com LAD que inicialmente parece bem piorar mais tarde. Dessa forma, a lesão é com frequência mais grave do que se prevê inicialmente, e os médicos devem suspeitar de LAD em qualquer paciente cujas TCs pareçam normais, mas que apresentem sintomas como perda de consciência.
Mesmo a ressonância magnética sendo mais sensível do que a tomografia computadorizada, ainda está sujeita a falsos negativos porque a LAD é identificada pela procura de sinais de edema, que nem sempre estão presentes.
A LAD é classificada em três graus com base na gravidade da lesão. No Grau I, está presente o dano axonal generalizado, porém nenhuma anormalidade focal é observada. No Grau II, o dano encontrado no Grau I está presente, além de anormalidades focais, em especial no corpo caloso. Os danos do grau III englobam os dos graus I e II, além de lesão rostral do tronco cerebral e, muitas vezes, rupturas no tecido.

## Tratamento
A LAD necessita de tratamento específico, além daquele para qualquer tipo de traumatismo craniano, o que inclui a estabilização do paciente e a tentativa de limitar aumentos da pressão intracraniana (PIC).

## História
A ideia da LAD surgiu a partir dos estudos de Sabina Strich sobre lesões na substância branca em indivíduos que sofreram traumatismo craniano anos antes, propondo a ideia pela primeira vez em 1956 e chamando a lesão de Degeneração Difusa da Substância Branca. Ela estava pesquisando a relação entre quadros demenciais e traumatismos cranianos e afirmou que tal degeneração desempenha papel integral no eventual desenvolvimento dos primeiros devido aos segundos. Já o termo lesão axonal difusa foi introduzido somente no início dos anos 1980.

## Exemplos notáveis
- O ex-coapresentador doTop Gear, Richard Hammond, sofreu LAD resultante do acidente com o dragster Vampire em 2006.
- O piloto da Champ Car World Series Roberto Guerrero sofreu LAD como resultado de um acidente durante os testes no Indianapolis Motor Speedway em 1987.[40]
- O piloto de  Fórmula 1 Jules Bianchi sofreu LAD como resultado de um acidente no Grande Prêmio do Japão de 2014 [41] e veio a óbito 9 meses depois, em 17 de julho de 2015,[42] sem recuperar a consciência.
- O ator e narrador de audiolivros Frank Muller, que narrou A Torre Negra de Stephen King, sofreu uma LAD em 2001 resultante de um acidente motociclístico . Ele faleceu em 2008.[43]
- O piloto da NASCAR Adam Petty, neto do sete vezes campeão da Cup Series Richard Petty, sofreu LAD secundária a uma fratura basal craniana fatal em maio de 2000 no New Hampshire Motor Speedway durante os treinos para sua próxima corrida.